# Митчелл, Кэти
Кэти Митчелл, собственно Катрина Джейн Митчелл (англ. Katrina Jane Mitchell, Katie Mitchell, 23 сентября 1964, Эрмитидж, Беркшир) — английский театральный режиссёр.

## Биография
Окончила Колледж Марии Магдалины Оксфордского университета. Испытала влияние восточноевропейского театра (Тадеуш Кантор, Ежи Гротовский), хореографии Пины Бауш и Шивон Дэвис. Работала в различных театрах и театральных компаниях Лондона, прочнее других связана с Королевским национальным театром.

## Творчество
Митчелл принадлежат как драматические, так и оперные постановки. Испытывает глубокий интерес к системе Станиславского и, вместе с тем, к нейробиологии. Её работу отличает длительный репетиционный период.

## Избранные постановки
- 1995: Разрушители машин (Эрнст Толлер)
- 1996: Финикиянки (Еврипид)
- 1996: Дон Жуан (Вольфганг Амадей Моцарт)
- 1998: Енуфа (Леош Яначек)
- 2000: Орестея (Эсхил, перевод Теда Хьюза)
- 2001: Катя Кабанова (Леош Яначек)
- 2002: Иванов (Чехов)
- 2003: Иеффай (Гендель)
- 2003: Три сестры (Чехов)
- 2004: Поворот ключа (Бенджамин Бриттен)
- 2004: Ифигения в Авлиде (Еврипид)
- 2005: Игра снов (Стриндберг)
- 2006: Чайка (Чехов, перевод Мартина Кримпа)
- 2007: Волны (по одноимённому роману Вирджинии Вулф)
- 2007: Attempts on Her Life (Мартин Кримп)
- 2007: Троянки (Еврипид)
- 2008: Город (Мартин Кримп)
- 2008: …some trace of her (по роману Достоевского Идиот)
- 2008: Служанки (Жан Жене)
- 2009: After Dido (по опере Пёрселла Дидона и Эней)
- 2009 : Pains Of Youth (Фердинанд Брукнер, перевод Мартина Кримпа)
- 2009: Партеногенез (опера Джеймса Макмиллана)
- 2011: Clemency (опера Джеймса Макмиллана)
- 2011: Волны (по одноимённому роману Вирджинии Вулф, Кёльн)
- 2011: Женщина, убитая добротой (Томас Хейвуд)
- 2012: The Trial of Ubu Roi (Саймон Стивенс)
- 2012: Кольца Сатурна (по одноимённому роману В. Г. Зебальда, Авиньонский фестиваль)
- 2012: Путешествие сквозь ночь (Фридерика Майрёкер)
- 2013: Le vin herbé (опера Франка Мартена)
- 2013: Захваченный дом (опера Вашку Мендонсы по новелле Хулио Кортасара, фестиваль оперной и классической музыки в Экс-ан-Прованс)
- 2013: Alles Weitere Kennen Sie aus dem Kino (Финикиянки Еврипида в сценической версии Мартина Кримпа)
- 2013: Жёлтые обои (Шарлотта Перкинс Гилман)
- 2013: Atmen (Duncan Macmillan)
- 2014: Нет желаний — нет счастья (Петер Хандке)

## Признание
- Премия газеты Evening Standard лучшему режиссёру года (1996)
- Офицер ордена Британской империи (2009)
- Европейская премия Новая театральная реальность (2011)[1]
- President's Medal (British Academy)[англ.] (2017)